# Pachybrachis aragonicus
Pachybrachis aragonicus is een keversoort uit de familie bladkevers (Chrysomelidae). De wetenschappelijke naam van de soort werd in 1981 gepubliceerd door Tempère & Rapilly.